# Transports publics de la région Lausannoise
De Transports publics de la région Lausannoise (afgekort TL) is een Zwitserse vervoersonderneming van de stad Lausanne en de 38 aangrenzende gemeentes. Op dit moment wordt de bedrijfsvoering gevoerd over 10 trolleylijnen, 22 buslijnen, een tramlijn en een tandradlijn.

## Tramways lausannois (TL)
Op 6 januari 1964 werd de naam van Tramways lausannois (TL) veranderd in Transports publics de la région Lausannoise (TL)

## Geschiedenis
De eerste tramlijnen van de Tramways lausannois (TL) werden op 1 september 1896 geopend. Vanaf het begin werden er vijf lijnen met een spoorbreedte van 1000 mm en een totale lengte van 11 kilometer geëxploiteerd.

### Netwerk

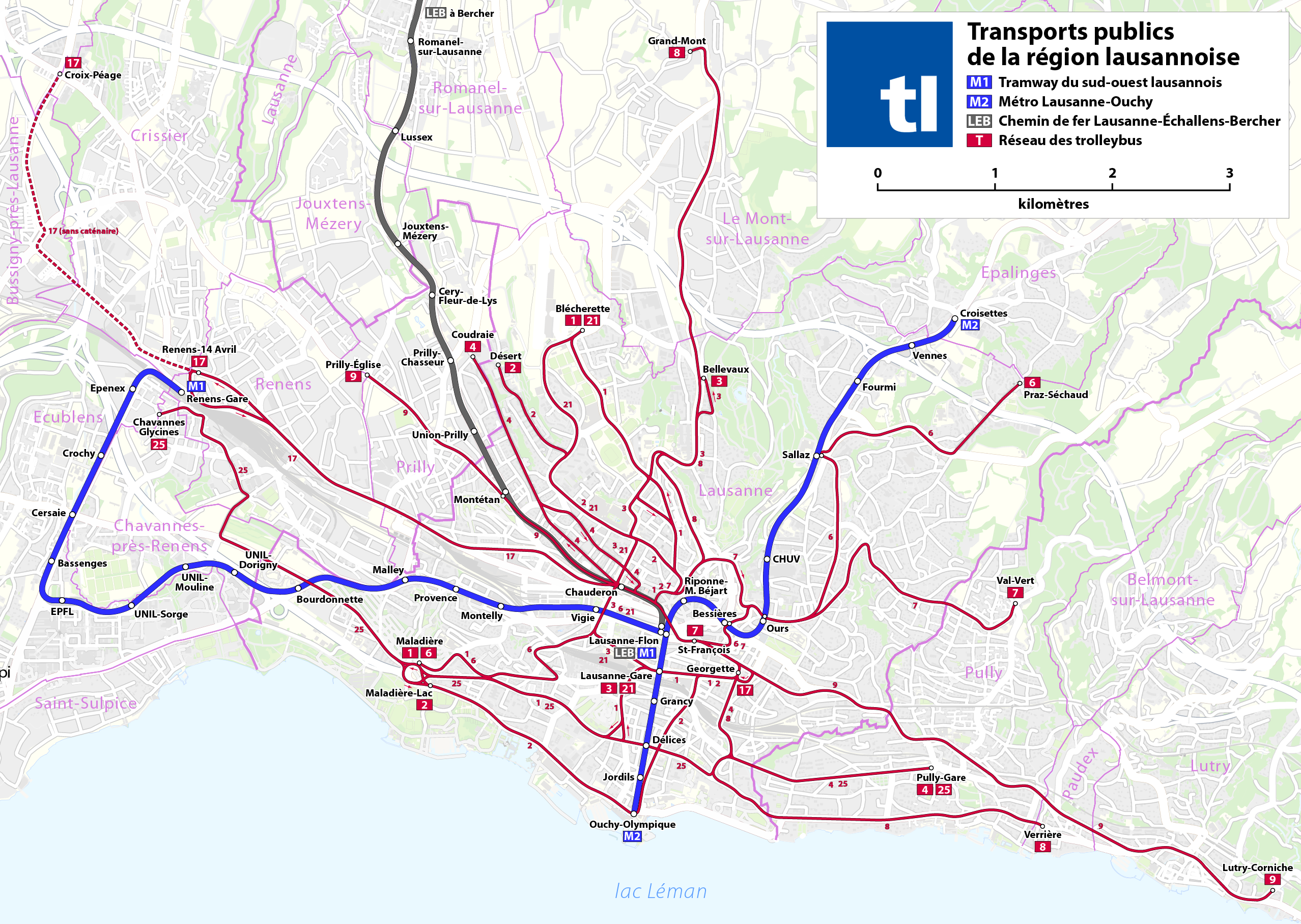

De lijnen sinds 1896 gingen naar de volgende bestemmingen:
- Place Saint-François – station van de JSB
- Place Saint-François – station van de LEB te Lausanne-Chauderon
  - in 1899 verlengd naar Prilly
- Place Saint-François – Lutry
- Place Saint-François – Chailly
  - in 1898 verlengd naar La Rosiaz
- Place Saint-François – Pontaise

Nieuwe lijnen sinds 1899:
- Place Saint-François – Spital

Nieuwe lijnen sinds 1903:
- Place Saint-François – Ouchy
- Place Saint-François – Montoie
- Place Saint-François – Renens

Nieuwe lijnen sinds 1912:
- Place Saint-François – Pully

Nieuwe lijnen van de REJ sinds 1902:
- Place Saint-François – Moudon
  - zijtak naar Savigny

Voor het berijden van de lijnen Saint-François – Chailly en Place Saint-François – Pontaise
moesten vanwege een grote helling van 11,3‰ voertuigen met meer remvermogen ingezet worden.
In 1898 werd de Place Saint-François – Chailly verlengd naar La Rosiaz en werd een lijn naar Spital geopend.
In 1899 werd de Place Saint-François – LEB station verlengd naar Prilly.
Het net had in 1900 een lengte van 14,3 kilometer.
In 1902 bouwde de (REJ) een 27 kilometer lange buitenlijn van Lausanne naar Moudon en een zijlijn naar Savigny.
De TL verlengde in 1903 het net met de opening van drie lijnen. Het ging om de lijn van Place Saint-François naar Ouchy, de lijn van Place Saint-François naar Montoie en de lijn van Place Saint-François naar Renens.
In 1906 werd een verbinding van het JSB station naar het LEB station geopend.
Er werd ook een buitenlijn van Place Saint-François naar Cugy geopend. In 1907 werd van Place Saint-François naar Cugy verlengd naar Montheron.
Het net van de TL had in 1909 een lengte van ongeveer 34 kilometer.
De laatste grote uitbreiding was in 1912 de lijn van Place Saint-François naar de haven van Pully.
In 1930 en 1933 waren er nog twee kleine verlengingen. Het net had toen een lengte van 66 kilometer waarmee deze langer was dan bijvoorbeeld het net van Bazel of Zürich.
In 1938 begon de afbraak van het tramnet door omschakeling op trolleybusbedrijf en de opheffing van de lijnen naar Ouchy en Pully. De buitenlijn naar Montheron werd in 1950 opgeheven. De lijnen naar Moudon en Savigny werden in 1962 en 1963 stapsgewijs opgeheven. Als laatste tramlijn werd op 6 januari 1964 het traject van Renens via Saint-François naar La Rosiaz opgeheven.

### Fusie
Op 1 november 1910 fuseerden de Tramways lausannois (TL) en de Régionaux électriques du Jorat (REJ) onder de naam Tramways lausannois (TL). Het net van de TL had toen een lengte van 62 kilometer.

### Geschiedenis Sneltram
Het traject van de Tramway du Sud-Ouest Lausannois (afgekort: TSOL) werd op 24 mei 1991 geopend.

### Geschiedenis Metro van Lausanne
De metro M2 is ontstaan uit de complete reconstructie van de bestaande Tandradbaan Lausanne-Ouchy en werd hierbij verlengd tot Epalinges werd op 18 september 2008 geopend.